# Budget de l'État français en 2021
Le budget de l'État français pour 2021 fixe les recettes et les dépenses prévues pour l'année 2021.

## Historique
La loi de financement de la sécurité sociale est promulguée le 14 décembre 2020 et la loi de finances le 29 décembre 2020.
Une première loi de finances rectificative est promulguée le 19 juillet 2021.
Dans le contexte de la crise énergétique mondiale de 2021-2022, une seconde loi de finances rectificative est promulguée le 1er décembre 2021.

## Cadrage des finances publiques
Le déficit public (solde des administrations centrales + administrations de sécurité sociale + administrations publiques locales) et la dette publique font l’objet de trajectoires pluriannuelles et est réactualisé à chaque loi de finances. Le tableau ci dessous trace les différentes prévisions faites au titre de l’année 2021.
| Date | Prévision du Gouvernement           | Prévision du Gouvernement           | Avis HCFP |
| --- | ----------------------------------- | ----------------------------------- | --------- |
| | PIB                                 | Déficit                             |           |
| janvier 2018 (LPFP 2018-2022) | 1,7 %                               | -0,9 %                              | [ 6 ]     |
| avril 2019 (PSTAB 2019-2022) | 1,4 %                               | -2,0 %                              | [ 8 ]     |
| avril 2020 (PSTAB 2020 qui intègre les conséquences de la pandémie de Covid-19)                                                                    | Pas de données chiffrées présentées | Pas de données chiffrées présentées | [ 10 ]    |
| septembre 2020 (LFI 2021) | 8 %                                 | -6,7 %                              | [ 11 ]    |
| avril 2021 (PSTAB 2021) | 5 %                                 | -9 %                                | [ 13 ]    |
| juin 2021 (PLFR1 2021) | 5 %                                 | -9,4 %                              | [ 14 ]    |
| octobre 2021 (PLFR2 2021) | 6,25 %                              | -8,1 %                              | [ 15 ]    |
| | Réalisation                         |                                     |           |
| | 6,8 %                               | -6,4 %                              | [ 17 ]    |
| « PIB » : croissance du produit intérieur brut de la France en % entre 2020 et 2021. « déficit » : déficit public de la France en 2021 en % du PIB |                                     |                                     |           |

## Loi de finances initiale
Le budget de l'État (et de l’État seulement), les mesures fiscales et les crédits ouverts sont votés dans la loi de finances.

### Mesures fiscales
Ce budget comporte plusieurs mesures de politique environnementale :
- Crédit d'impôt pour les dépenses de travaux de rénovation énergétique des bâtiments à usage tertiaire des PME[19],
- Crédit d'impôt pour l'acquisition et la pose de systèmes de charge pour véhicules électriques[20],
- Hausse du malus automobile basé sur les émissions de CO2[21],
- Augmentation de la taxe intérieure de consommation sur les produits énergétiques sur le kérosène de loisir[22],
- Extension de la durée d'expérimentation de la taxe d'enlèvement des ordures ménagères incitative[23],
- Adaptation de la taxe d'aménagement en vue de lutter contre l’artificialisation des sols[24],
- Création d'un malus sur le poids des véhicules[25],

L’État prélève un milliard d’euros sur la société Action Logement Services, versé au profit du fonds national d'aide au logement.

### Plan de relance
Le projet de loi de finances 2021 porte l’essentiel des moyens additionnels en faveur de la relance sur le budget de l’État (86 milliards d’euros au total), avec en particulier : 
- 36 milliards en autorisations d’engagement sur la mission « Plan de relance » ;
- la baisse des impôts de production, qui représente 10 milliards : suppression de la part de Cotisation sur la valeur ajoutée des entreprises affectée au région, remplacée par une fraction de la taxe sur la valeur ajoutée[27] ;
- le nouveau programme d’Investissements d'avenir, dont 11 milliards sont mobilisés au titre de la relance[28].

Note : ces chiffres sont exprimés en autorisations d'engagement, ils ne correspondent pas à ceux du tableau ci-dessous exprimés en crédits de paiement.
Le financement par l’Union européenne d’une partie du plan de relance (« Facilité pour la relance et la résilience ») représente dix milliards d’euros, qui se trouvent dans la ligne « Divers » du tabeau des recettes ci dessous.

### Chiffres du budget promulgué
|                                                    |                                                                |                                                                                                   |                                                                                                   |                                                                                                   | Ressources | Charges  | Soldes   |  |
| -------------------------------------------------- | -------------------------------------------------------------- | ------------------------------------------------------------------------------------------------- | ------------------------------------------------------------------------------------------------- | ------------------------------------------------------------------------------------------------- | ---------- | -------- | -------- |  |
|                                                    |                                                                |                                                                                                   |                                                                                                   | Recettes fiscales brutes/dépenses brutes (a)                                                      | 387 204    | 514 270  |          |  |
|                                                    |                                                                |                                                                                                   |                                                                                                   | Remboursements et dégrèvements (-b)                                                               | −129 334   | −129 334 |          |  |
|                                                    |                                                                |                                                                                                   | Recettes fiscales nettes/dépenses nettes (c=a-b)                                                  | Recettes fiscales nettes/dépenses nettes (c=a-b)                                                  | 257 870    | 384 936  |          |  |
|                                                    |                                                                |                                                                                                   | Recettes non fiscales (d)                                                                         | Recettes non fiscales (d)                                                                         | 25 308     |          |          |  |
|                                                    |                                                                | Recettes totales nettes/dépenses nettes (e=c+d)                                                   | Recettes totales nettes/dépenses nettes (e=c+d)                                                   | Recettes totales nettes/dépenses nettes (e=c+d)                                                   | 283 179    | 384 936  |          |  |
|                                                    |                                                                | Prélèvements sur recettes au profit des collectivités territoriales et de l'Union européenne (-f) | Prélèvements sur recettes au profit des collectivités territoriales et de l'Union européenne (-f) | Prélèvements sur recettes au profit des collectivités territoriales et de l'Union européenne (-f) | −70 600    |          |          |  |
|                                                    | Budget général (g=e-f)                                         | Budget général (g=e-f)                                                                            | Budget général (g=e-f)                                                                            | Budget général (g=e-f)                                                                            | 212 579    | 384 936  | −172 357 |  |
|                                                    | Évaluation des fonds de concours et crédits correspondants (h) | Évaluation des fonds de concours et crédits correspondants (h)                                    | Évaluation des fonds de concours et crédits correspondants (h)                                    | Évaluation des fonds de concours et crédits correspondants (h)                                    | 5 674      | 5 674    |          |  |
| Budget général y compris fonds de concours (i=g+h) | Budget général y compris fonds de concours (i=g+h)             | Budget général y compris fonds de concours (i=g+h)                                                | Budget général y compris fonds de concours (i=g+h)                                                | Budget général y compris fonds de concours (i=g+h)                                                | 218 252    | 390 610  |          |  |
| Budgets annexes (j)                                | Budgets annexes (j)                                            | Budgets annexes (j)                                                                               | Budgets annexes (j)                                                                               | Budgets annexes (j)                                                                               | 2 409      | 2 446    | 15       |  |
| Comptes spéciaux (k)                               | Comptes spéciaux (k)                                           | Comptes spéciaux (k)                                                                              | Comptes spéciaux (k)                                                                              | Comptes spéciaux (k)                                                                              |            |          | −943     |  |
| Solde général (=g+j+k)                             | Solde général (=g+j+k)                                         | Solde général (=g+j+k)                                                                            | Solde général (=g+j+k)                                                                            | Solde général (=g+j+k)                                                                            |            |          | −173 337 |  |

|                                         |                                                                                   | Évaluation      |
| --------------------------------------- | --------------------------------------------------------------------------------- | --------------- |
|                                         | Impôt sur le revenu                                                               | 92 835 138 856  |
|                                         | Impôt sur les sociétés                                                            | 62 984 885 027  |
|                                         | Taxe intérieure de consommation sur les produits énergétiques                     | 19 194 042 064  |
|                                         | Taxe sur la valeur ajoutée                                                        | 145 493 491 163 |
|                                         | Autres contributions fiscales                                                     | 66 696 386 886  |
| Recettes fiscales                       | Recettes fiscales                                                                 | 387 203 943 996 |
|                                         | Dividendes et recettes assimilées                                                 | 4 788 421 455   |
|                                         | Produits de la vente de biens et services                                         | 1 983 646 736   |
|                                         | Amendes, sanctions pénalités et frais de poursuites                               | 1 729 818 493   |
|                                         | Divers                                                                            | 16 806 526 710  |
| Recettes non fiscales                   | Recettes non fiscales                                                             | 25 308 413 394  |
|                                         | Prélèvements sur les recettes de l’État au profit des collectivités territoriales | −43 400 026 109 |
|                                         | Prélèvement sur les recettes de l’État au profit de l’Union européenne            | −27 200 000 000 |
| Prélèvements sur les recettes de l’État | Prélèvements sur les recettes de l’État                                           | −70 600 026 109 |
| Fonds de concours                       | Fonds de concours                                                                 | 5 673 785 095   |

Les crédits ouverts aux ministres par la loi de finances initiale pour 2021 au titre du budget général sont répartis conformément au tableau suivant.
| Mission                                                   | Montant en euros du crédit de paiement | Ministre disposant des crédits Les missions sont décomposées de plusieurs programmes. Lorsque plusieurs ministres sont indiqués, chacun est responsable d'un programme, au sein de la mission                                              |
| --------------------------------------------------------- | -------------------------------------- | --- |
| Action et transformation publique                         |                                        | |
| Action extérieure de l'État                               | +002 926 810 966,                      | Ministre de l'Europe et des Affaires étrangères |
| Administration générale et territoriale de l'État         | +004 202 936 383,                      | Ministre de l’Intérieur |
| Agriculture, alimentation, forêt et affaires rurales      | +003 039 256 128,                      | Ministre l'Agriculture et de l'alimentation |
| Aide publique au développement                            | +005 394 292 343,                      | Ministre de l’Économie, des Finances et de la Relance, ministre de l'Europe et des Affaires étrangères |
| Anciens combattants, mémoire et liens avec la nation      | +002 089 348 081,                      | Ministre des Armées, Premier ministre |
| Cohésion des territoires                                  | +015 945 986 482,                      | Ministre de la Transition écologique, ministre de la cohésion des territoires et des relations avec les collectivités territoriales, Premier Ministre                                                                                      |
| Conseil et contrôle de l’État                             | +000718 332 692,                       | Premier ministre |
| Crédits non répartis                                      | +000322 500 000,                       | Ministre de l’Économie, des Finances et de la Relance |
| Culture                                                   | +003 201 179 486,                      | Ministre de la Culture |
| Défense                                                   | +047 695 367 396,                      | Ministre des Armées |
| Direction de l'action du Gouvernement                     | +000857 259 400,                       | Premier ministre |
| Écologie, développement et mobilité durable               | +020 729 398 015,                      | Ministre de la Transition écologique, ministre de la Mer, ministre de l’Économie, des Finances et de la Relance |
| Économie                                                  | +002 689 645 138,                      | Ministre de l’Économie, des Finances et de la Relance |
| Engagements financiers de l’État                          | +038 907 914 058,                      | Ministre de l’Économie, des Finances et de la Relance |
| Enseignement scolaire                                     | +075 904 933 210,                      | Ministre de l’Éducation nationale, de la Jeunesse et des Sports, ministre de l'Agriculture et de l'alimentation |
| Gestion des finances publiques et des ressources humaines |                                        | |
| Gestion des finances publiques                            | +010 095 257 208,                      | Ministre de l’Économie, des Finances et de la Relance |
| Immigration, asile et intégration                         | +001 841 895 327,                      | Ministre de l’Intérieur |
| Investissements d'avenir                                  | +003 976 500 000,                      | Premier ministre |
| Justice                                                   | +010 058 186 288,                      | Garde des sceaux, ministre de la Justice |
| Médias, livre et industries culturelles                   | +000604 289 591,                       | Ministre de la Culture |
| Outre-mer                                                 | +002 436 489 929,                      | Ministre des Outre-mer |
| Plan de relance                                           | +021 839 951 290,                      | Ministre de l’Économie, des Finances et de la Relance |
| Plan d’urgence face à la crise sanitaire                  | +006 030 000 000,                      | Ministre du Travail, de l’Emploi et de l’Insertion, ministre de l’Économie, des Finances et de la Relance |
| Pouvoirs publics                                          | +000993 954 491,                       | (non géré par le Gouvernement) |
| Recherche et enseignement supérieur                       | +028 475 676 950,                      | Ministre de l'Enseignement supérieur, de la Recherche et de l'Innovation, ministre de la Transition écologique, ministre de l’Économie, des Finances et de la Relance, ministre des Armées, ministre de l'agriculture et de l'alimentation |
| Régimes sociaux et de retraite                            | +006 153 300 766,                      | Ministre de la Transition écologique, ministre de la Mer, ministre l’Économie, des Finances et de la Relance |
| Relations avec les collectivités territoriales            | +003 919 158 695,                      | Ministre de la cohésion des territoires et des relations avec les collectivités territoriales |
| Remboursements et dégrèvements                            | +129 333 691 289,                      | Ministre de l’Économie, des Finances et de la Relance |
| Santé                                                     | +001 320 482 751,                      | Ministre des Solidarités et de la Santé |
| Sécurités                                                 | +020 718 903 379,                      | Ministre de l’Intérieur |
| Solidarité, insertion et égalité des chances              | +026 253 098 837,                      | Ministre des Solidarités et de la Santé, Premier ministre |
| Sports, jeunesse et vie associative                       | +001 359 554 394,                      | Ministre de l’Éducation nationale, de la jeunesse et des sports |
| Transformation et fonction publiques                      | +000691 476 698,                       | Ministre de l’Économie, des Finances et de la Relance, ministre de la Transformation et de la Fonction publiques |
| Travail et emploi                                         | +013 542 589 919,                      | Ministre du Travail, de l’Emploi et de l’Insertion |
| Total                                                     | +514 269 617 580,                      | |

## Loi de financement de la Sécurité sociale
La loi de financement de la Sécurité sociale fixe les prévisions de recettes, les objectifs de dépenses de la Sécurité sociale. Ce n’est pas un budget à proprement parler et cela ne fait pas partie du budget de l’État. Y figurent en particulier pour 2021 les mesure du Ségur de la santé et la création d’une branche autonomie.

## Lois de finances rectificatives
La seconde loi de finances rectificative pour 2021 permet de financer l'indemnité inflation de 100 euros pour soutenir les ménages face à la hausse des prix ainsi qu'un complément de 100 euros au chèque énergie pour les ménages les plus modestes.

## Comptes de l'Etat
|                                                    |                                                    |                                                                                                   |                                                                                                   |                                                                                                   | Recettes | Dépenses | Soldes   |  |
| -------------------------------------------------- | -------------------------------------------------- | ------------------------------------------------------------------------------------------------- | ------------------------------------------------------------------------------------------------- | ------------------------------------------------------------------------------------------------- | -------- | -------- | -------- |  |
|                                                    |                                                    |                                                                                                   |                                                                                                   | Recettes fiscales brutes/dépenses brutes (a)                                                      | 426 124  | 549 159  |          |  |
|                                                    |                                                    |                                                                                                   |                                                                                                   | Remboursements et dégrèvements (-b)                                                               | −130 386 | −130 386 |          |  |
|                                                    |                                                    |                                                                                                   | Recettes fiscales nettes/dépenses nettes (c=a-b)                                                  | Recettes fiscales nettes/dépenses nettes (c=a-b)                                                  | 295 737  | 418 772  |          |  |
|                                                    |                                                    |                                                                                                   | Recettes non fiscales (d)                                                                         | Recettes non fiscales (d)                                                                         | 21 256   |          |          |  |
|                                                    |                                                    | Recettes totales nettes/dépenses nettes (e=c+d)                                                   | Recettes totales nettes/dépenses nettes (e=c+d)                                                   | Recettes totales nettes/dépenses nettes (e=c+d)                                                   | 316 994  | 418 772  |          |  |
|                                                    |                                                    | Prélèvements sur recettes au profit des collectivités territoriales et de l'Union européenne (-f) | Prélèvements sur recettes au profit des collectivités territoriales et de l'Union européenne (-f) | Prélèvements sur recettes au profit des collectivités territoriales et de l'Union européenne (-f) | 69 739   |          |          |  |
|                                                    | Budget général (g=e-f)                             | Budget général (g=e-f)                                                                            | Budget général (g=e-f)                                                                            | Budget général (g=e-f)                                                                            | 247 254  | 418 772  |          |  |
|                                                    | Fonds de concours (h)                              | Fonds de concours (h)                                                                             | Fonds de concours (h)                                                                             | Fonds de concours (h)                                                                             | 7 959    | 7 959    |          |  |
| Budget général y compris fonds de concours (i=g+h) | Budget général y compris fonds de concours (i=g+h) | Budget général y compris fonds de concours (i=g+h)                                                | Budget général y compris fonds de concours (i=g+h)                                                | Budget général y compris fonds de concours (i=g+h)                                                | 255 214  | 426 732  | −171 517 |  |
| Budgets annexes (j)                                | Budgets annexes (j)                                | Budgets annexes (j)                                                                               | Budgets annexes (j)                                                                               | Budgets annexes (j)                                                                               | 2 352    | 2 344    | −7       |  |
| Comptes spéciaux (k)                               | Comptes spéciaux (k)                               | Comptes spéciaux (k)                                                                              | Comptes spéciaux (k)                                                                              | Comptes spéciaux (k)                                                                              |          |          | 785      |  |
| Solde général (=i+j+k)                             | Solde général (=i+j+k)                             | Solde général (=i+j+k)                                                                            | Solde général (=i+j+k)                                                                            | Solde général (=i+j+k)                                                                            |          |          | −170 739 |  |

## Votes du Parlement
Le tableau ci-dessous analyse les scrutins, en première lecture à l’Assemblée nationale, des textes budgétaires.
| Position   | Groupe | Groupe | Groupe | Groupe | Groupe | Groupe | Groupe | Groupe | Groupe | Non-inscrits | Total |
| Position   | GDR    | LFI    | SOC    | LT     | LREM   | MoDem  | Agir   | UDI    | LR     | Non-inscrits | Total |
| ---------- | ------ | ------ | ------ | ------ | ------ | ------ | ------ | ------ | ------ | ------------ | ----- |
| Position   |        |        |        |        |        |        |        |        |        | Non-inscrits | Total |
| Pour       | 1      | 0      | 0      | 0      | 265    | 56     | 20     | 11     | 0      | 2            | 355   |
| Contre     | 14     | 17     | 30     | 16     | 0      | 0      | 0      | 0      | 104    | 21           | 202   |
| Abstention | 0      | 0      | 0      | 1      | 1      | 0      | 0      | 7      | 0      | 0            | 9     |

Le 3 août 2022, le Parlement rejette le projet de loi de règlement du budget et d'approbation des comptes de l'année 2021 porté par le gouvernement. Déposé le 13 juillet 2022 à l'Assemblée nationale, le texte avait été adopté lors des deux premières lectures par l'Assemblée mais a été systématiquement rejeté par le Sénat, dont la majorité Les Républicains dénonçait le retard de plusieurs semaines avec lequel le gouvernement a déposé le texte, qui s'apparente à un manque de respect du gouvernement à l'égard du Parlement pour le président de la commission des Finances du Sénat, Claude Raynal. La loi lui imposait, en effet, de le soumettre au Parlement avant le 31 mai 2022. Après un désaccord en commission mixte paritaire et un échec lors de la seconde navette parlementaire, pour les mêmes raisons, le projet de loi est présenté en lecture définitive à l'Assemblée, où il n'est pas adopté à 173 voix contre et 167 voix pour, grâce à une coalition des oppositions. Les députés et les sénateurs dénonçaient également un transfert de budget bien trop important et une situation "très dégradée des comptes publics" et "un niveau historiquement élevé de dépenses",.
| Position                                                                              | Groupe                                                                                | Groupe                                                                                | Groupe                                                                                | Groupe                                                                                | Groupe                                                                                | Groupe                                                                                | Groupe                                                                                | Groupe                                                                                | Groupe                                                                                | Groupe                                                                                | NI                                                                                    | Total  |
| Position                                                                              | GDR                                                                                   | LFI                                                                                   | ÉCO                                                                                   | SOC                                                                                   | RE                                                                                    | DEM                                                                                   | HOR                                                                                   | LIOT                                                                                  | LR                                                                                    | RN                                                                                    | NI                                                                                    | Total  |
| ------------------------------------------------------------------------------------- | ------------------------------------------------------------------------------------- | ------------------------------------------------------------------------------------- | ------------------------------------------------------------------------------------- | ------------------------------------------------------------------------------------- | ------------------------------------------------------------------------------------- | ------------------------------------------------------------------------------------- | ------------------------------------------------------------------------------------- | ------------------------------------------------------------------------------------- | ------------------------------------------------------------------------------------- | ------------------------------------------------------------------------------------- | ------------------------------------------------------------------------------------- | ------ |
| Position                                                                              |                                                                                       |                                                                                       |                                                                                       |                                                                                       |                                                                                       |                                                                                       |                                                                                       |                                                                                       |                                                                                       |                                                                                       | NI                                                                                    | Total  |
| POUR                                                                                  | 0                                                                                     | 0                                                                                     | 0                                                                                     | 0                                                                                     | 112                                                                                   | 34                                                                                    | 21                                                                                    | 0                                                                                     | 0                                                                                     | 0                                                                                     | 0                                                                                     | 167    |
| CONTRE                                                                                | 2                                                                                     | 50                                                                                    | 11                                                                                    | 14                                                                                    | 0                                                                                     | 0                                                                                     | 0                                                                                     | 2                                                                                     | 24                                                                                    | 67                                                                                    | 3                                                                                     | 173    |
| ABSTENTION                                                                            | 1                                                                                     | 0                                                                                     | 0                                                                                     | 0                                                                                     | 0                                                                                     | 0                                                                                     | 0                                                                                     | 0                                                                                     | 1                                                                                     | 0                                                                                     | 0                                                                                     | 2      |
| Nombre de votants : 342 — Nombre de suffrages exprimés : 340 — Majorité absolue : 171 | Nombre de votants : 342 — Nombre de suffrages exprimés : 340 — Majorité absolue : 171 | Nombre de votants : 342 — Nombre de suffrages exprimés : 340 — Majorité absolue : 171 | Nombre de votants : 342 — Nombre de suffrages exprimés : 340 — Majorité absolue : 171 | Nombre de votants : 342 — Nombre de suffrages exprimés : 340 — Majorité absolue : 171 | Nombre de votants : 342 — Nombre de suffrages exprimés : 340 — Majorité absolue : 171 | Nombre de votants : 342 — Nombre de suffrages exprimés : 340 — Majorité absolue : 171 | Nombre de votants : 342 — Nombre de suffrages exprimés : 340 — Majorité absolue : 171 | Nombre de votants : 342 — Nombre de suffrages exprimés : 340 — Majorité absolue : 171 | Nombre de votants : 342 — Nombre de suffrages exprimés : 340 — Majorité absolue : 171 | Nombre de votants : 342 — Nombre de suffrages exprimés : 340 — Majorité absolue : 171 | Nombre de votants : 342 — Nombre de suffrages exprimés : 340 — Majorité absolue : 171 | Rejeté |

En 2023, un nouveau projet de loi de règlement du budget et d'approbation des comptes de l'année 2021 est présenté par le Gouvernement, et il est à nouveau rejeté par le Parlement.